# Бйона
Бйона (фр. Bionaz) — муніципалітет в Італії, у регіоні Валле-д'Аоста.
Бйона розташована на відстані близько 600 км на північний захід від Рима, 17 км на північний схід від Аости.
Населення — 233 особи (2014).
Щорічний фестиваль відбувається 20 липня. Покровитель — Свята Марина.

## Демографія
Населення за роками:

Станом на 1 січня 2023 року в муніципалітеті офіційно проживало 7 іноземців з 5 країн, серед них 5 громадян країн Євросоюзу.

## Сусідні муніципалітети
- Бань
- Еволен
- Нюс
- Олломон
- Ояс
- Торньйон
- Вальтурнанш
- Церматт